# Ungarns Grand Prix 2024
Ungarns Grand Prix 2024 (officielt navn: Formula 1 Hungarian Grand Prix 2024) var et Formel 1-løb, som blev kørt den 21. juli 2024 på Hungaroring i Mogyoród, Ungarn. Det var det trettende løb i Formel 1-sæsonen 2024.
Ræset blev vundet af Oscar Piastri, som hermed vandt det første ræs i sin Formel 1-karriere. Lewis Hamilton sluttede på tredjepladsen, og scorede hermed sin podieplacering nummer 200 i karrieren.

## Kvalifikation
| Pos.                | Nr. | Kører            | Konstruktør                  | Del 1    | Del 2    | Del 3    | Grid |
| ------------------- | --- | ---------------- | ---------------------------- | -------- | -------- | -------- | ---- |
| 1                   | 4   | Lando Norris     | McLaren-Mercedes             | 1.17,755 | 1.15,540 | 1.15,227 | 1    |
| 2                   | 81  | Oscar Piastri    | McLaren-Mercedes             | 1.17,504 | 1.15,785 | 1.15,249 | 2    |
| 3                   | 1   | Max Verstappen   | Red Bull Racing-Honda RBPT   | 1.17,087 | 1.15,770 | 1.15,273 | 3    |
| 4                   | 55  | Carlos Sainz Jr. | Ferrari                      | 1.17,244 | 1.15,885 | 1.15,696 | 4    |
| 5                   | 44  | Lewis Hamilton   | Mercedes                     | 1.17,087 | 1.16,307 | 1.15,854 | 5    |
| 6                   | 16  | Charles Leclerc  | Ferrari                      | 1.17,437 | 1.15,891 | 1.15,905 | 6    |
| 7                   | 14  | Fernando Alonso  | Aston Martin Aramco-Mercedes | 1.17,624 | 1.16,117 | 1.16,043 | 7    |
| 8                   | 18  | Lance Stroll     | Aston Martin Aramco-Mercedes | 1.17,405 | 1.16,075 | 1.16,244 | 8    |
| 9                   | 3   | Daniel Ricciardo | RB-Honda RBPT                | 1.17,050 | 1.16,202 | 1.16,447 | 9    |
| 10                  | 22  | Yuki Tsunoda     | RB-Honda RBPT                | 1.17,436 | 1.16,121 | 1.16,477 | 10   |
| 11                  | 27  | Nico Hülkenberg  | Haas-Ferrari                 | 1.17,362 | 1.16,317 | N/A      | 11   |
| 12                  | 77  | Valtteri Bottas  | Kick Sauber-Ferrari          | 1.17,487 | 1.16,384 | N/A      | 12   |
| 13                  | 23  | Alexander Albon  | Williams-Mercedes            | 1.17,280 | 1.16,429 | N/A      | 13   |
| 14                  | 2   | Logan Sargeant   | Williams-Mercedes            | 1.17,770 | 1.16,543 | N/A      | 14   |
| 15                  | 20  | Kevin Magnussen  | Haas-Ferrari                 | 1.17,851 | 1.16,548 | N/A      | 15   |
| 16                  | 11  | Sergio Pérez     | Red Bull Racing-Honda RBPT   | 1.17,886 | N/A      | N/A      | 16   |
| 17                  | 63  | George Russell   | Mercedes                     | 1.17,968 | N/A      | N/A      | 17   |
| 18                  | 24  | Zhou Guanyu      | Kick Sauber-Ferrari          | 1.18,037 | N/A      | N/A      | 18   |
| 19                  | 31  | Esteban Ocon     | Alpine-Renault               | 1.18,049 | N/A      | N/A      | 19   |
| 20                  | 10  | Pierre Gasly     | Alpine-Renault               | 1.18,116 | N/A      | N/A      | PL1  |
| 107%-tid: 1.22,4432 |     |                  |                              |          |          |          |      |
| Kilde:              |     |                  |                              |          |          |          |      |

Noter:
↑1 - Pierre Gasly måtte starte fra pit lane efter at have skiftet dele af sin motor under parc fermé.
↑2 - 107%-reglen var ikke i effekt da kvalifikationen blev kørt på en regnvåd bane.

## Resultat
| Pos.                                                               | Nr. | Kører            | Konstruktør                  | Omgange | Tid/Udgået  | Startpos. | Point |
| ------------------------------------------------------------------ | --- | ---------------- | ---------------------------- | ------- | ----------- | --------- | ----- |
| 1                                                                  | 81  | Oscar Piastri    | McLaren-Mercedes             | 70      | 1:38.01,989 | 2         | 25    |
| 2                                                                  | 4   | Lando Norris     | McLaren-Mercedes             | 70      | +2,141      | 1         | 18    |
| 3                                                                  | 44  | Lewis Hamilton   | Mercedes                     | 70      | +14,880     | 5         | 15    |
| 4                                                                  | 16  | Charles Leclerc  | Ferrari                      | 70      | +19,686     | 6         | 12    |
| 5                                                                  | 1   | Max Verstappen   | Red Bull Racing-Honda RBPT   | 70      | +21,349     | 3         | 10    |
| 6                                                                  | 55  | Carlos Sainz Jr. | Ferrari                      | 70      | +23,073     | 4         | 8     |
| 7                                                                  | 11  | Sergio Pérez     | Red Bull Racing-Honda RBPT   | 70      | +39,792     | 16        | 6     |
| 8                                                                  | 63  | George Russell   | Mercedes                     | 70      | +42,368     | 17        | 51    |
| 9                                                                  | 22  | Yuki Tsunoda     | RB-Honda RBPT                | 70      | +1.17,259   | 10        | 2     |
| 10                                                                 | 18  | Lance Stroll     | Aston Martin Aramco-Mercedes | 70      | +1.17,976   | 8         | 1     |
| 11                                                                 | 14  | Fernando Alonso  | Aston Martin Aramco-Mercedes | 70      | +1.22,460   | 7         |       |
| 12                                                                 | 3   | Daniel Ricciardo | RB-Honda RBPT                | 69      | +1 omgang   | 9         |       |
| 13                                                                 | 27  | Nico Hülkenberg  | Haas-Ferrari                 | 69      | +1 omgang   | 11        |       |
| 14                                                                 | 23  | Alexander Albon  | Williams-Mercedes            | 69      | +1 omgang   | 13        |       |
| 15                                                                 | 20  | Kevin Magnussen  | Haas-Ferrari                 | 69      | +1 omgang   | 15        |       |
| 16                                                                 | 77  | Valtteri Bottas  | Kick Sauber-Ferrari          | 69      | +1 omgang   | 12        |       |
| 17                                                                 | 2   | Logan Sargeant   | Williams-Mercedes            | 69      | +1 omgang   | 14        |       |
| 18                                                                 | 31  | Esteban Ocon     | Alpine-Renault               | 69      | +1 omgang   | 19        |       |
| 19                                                                 | 24  | Zhou Guanyu      | Kick Sauber-Ferrari          | 69      | +1 omgang   | 18        |       |
| Ret                                                                | 10  | Pierre Gasly     | Alpine-Renault               | 33      | Hydraylik   | PL        |       |
| Hurtigste omgang: George Russell (Mercedes) - 1.20,305 (omgang 55) |     |                  |                              |         |             |           |       |
| Kilde:                                                             |     |                  |                              |         |             |           |       |

Noter:
↑1 - Inkluderer point for hurtigste omgang.

## Stilling i mesterskaberne efter løbet
| Pos. | Kører            | Point |
| ---- | ---------------- | ----- |
| 1    | Max Verstappen   | 265   |
| 2    | Lando Norris     | 189   |
| 3    | Charles Leclerc  | 162   |
| 4    | Carlos Sainz Jr. | 154   |
| 5    | Oscar Piastri    | 149   |

| Pos. | Konstruktør           | Point |
| ---- | --------------------- | ----- |
| 1    | Red Bull-Honda RBPT   | 389   |
| 2    | McLaren-Mercedes      | 338   |
| 3    | Ferrari               | 322   |
| 4    | Mercedes              | 241   |
| 5    | Aston Martin-Mercedes | 69    |